# Paul Hepker
Paul Hepker (Zimbabwe, ...) è un compositore sudafricano.
Ha composto musiche per film e docu-reality, tra cui: Il suo nome è Tsotsi, Rendition - Detenzione illegale e Deadliest Catch.

## Filmografia parziale

### Cinema
- Il suo nome è Tsotsi (Tsotsi), regia di Gavin Hood (2005)
- Rendition - Detenzione illegale (Rendition), regia di Gavin Hood (2007)
- Kite, regia di Ralph Ziman (2014)
- Il diritto di uccidere (Eye in the Sky), regia di Gavin Hood (2015)
- Pastori e macellai (Shepherds and Butchers), regia di Oliver Schmitz (2016)
- Official Secrets - Segreto di stato (Official Secrets), regia di Gavin Hood (2019)

### Televisione
- Deadliest Catch - docu-reality, 70 puntate (2005-2011)